# Pingasa munita
Pingasa munita là một loài bướm đêm trong họ Geometridae.